# مزدا سی‌ایکس-۵۰
مزدا سی‌ایکس-۵۰ یک کراس‌اوور کامپکت است که توسط شرکت مزدا تولید و برای بازار آمریکای شمالی عرضه خواهد شد. این خودرو بر اساس پلت‌فرم عرضی نسل چهارم مزدا ۳ و مزدا سی‌ایکس-۳۰ ساخته شده‌است و در کنار مدل کوچکتر سی‌ایکس-۵ به فروش خواهد رسید.

## بررسی کلی

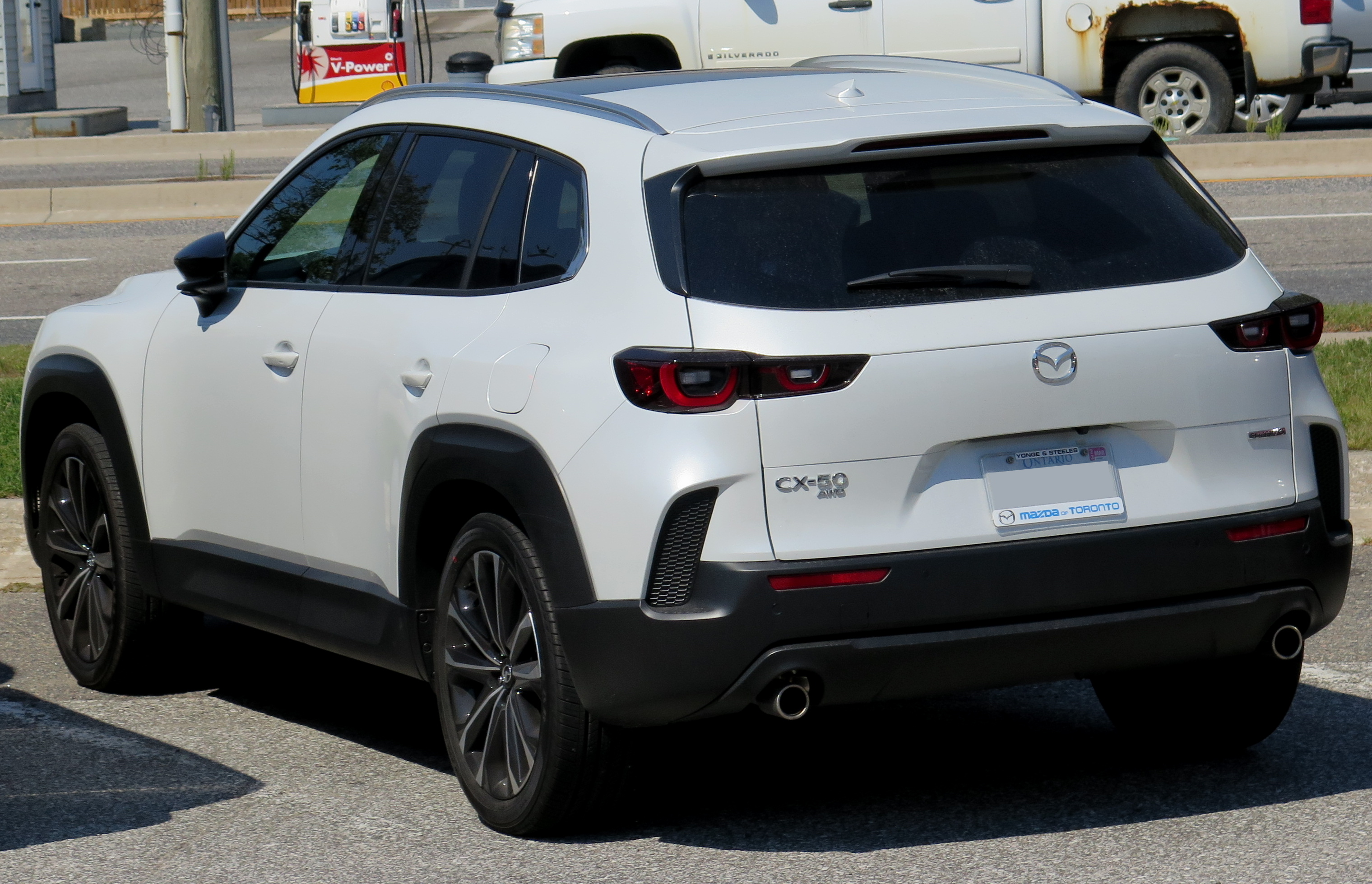
نمای عقب

مزدا سی‌ایکس-۵۰ به‌طور رسمی در ۱۵ نوامبر ۲۰۲۱ معرفی شد. این خودرو یک مدل آف‌رودی نیز خواهد داشت. تولید این خودرو در خط تولید مزدا تویوتا در ایالات متحده آمریکا واقع در هانتسویل، آلاباما و در کنار تویوتا کرولا کراس در ۲۶ ژانویه ۲۰۲۲ آغاز شد که نشان دهنده تولید دوبارهٔ مزدا در ایالات متحده پس از ۱۰ سال است. آخرین مزدای تولیدی در ایالات متحده مزدا ۶ سدان بود که تولید آن در سال ۲۰۱۲ متوقف شد.

## مشخصات فنی
مزدا سی‌ایکس-۵۰ دارای موتور ۲٫۵ لیتری Skyactiv-G PY-VPS چهارسیلندر خطی است که در گونهٔ تنفس طبیعی دارای ۱۸۷ اسب بخار (۱۳۹ کیلووات؛ ۱۹۰ اسب بخار متری) قدرت و ۱۸۶ پوند-فوت (۲۵۲ نیوتن متر؛ ۲۶ کیلوگرم متر) گشتاور و در گونهٔ توربوشارژر دارای ۲۵۰ اسب بخار (۱۸۶ کیلووات؛ ۲۵۳ اسب بخار متری) قدرت و ۳۲۰ پوند-فوت (۴۳۴ نیوتن متر؛ ۴۴ کیلوگرم متر) گشتاور است. فناوری چهارچرخ محرک i-Activ مزدا و انتخاب رانندگی هوشمند به‌طور پیش‌فرض در مزدا سی‌ایکس-۵۰ وجود دارند. علاوه بر این، سی‌ایکس-۵۰ در نهایت با امکانات هیبریدی که از تویوتا تهیه می‌شود، عرضه خواهد شد.

## تیپ‌ها
مزدا سی‌ایکس-۵۰ در بازار ایالات متحده با تیپ‌های پایه، سلکت، پریفرید، پریفرید پلاس، پریمیوم و پریمیوم پلاس عرضه می‌شود. نسخهٔ توربوشارژر آن نیز در تیپ‌های پایه، پریمیوم و پریمیوم پلاس عرضه می‌شود. علاوه بر این، مزدا همچنین برای نسخهٔ توربو یک تیپ ویژه به نام «مریدین ادیشن» را عرضه می‌کند که برای علاقه‌مندان به بیراهه‌نوردی است و از رینگ‌های ۱۸ اینچی منحصر به فرد، تزئینات جانبی، طرح گرافیکی ویژه بر وری کاپوت جلو و سایر لوازم جانبی برای بیراهه‌نوردی بهره می‌برد.